# Carův kurýr
Carův kurýr (1876, Michel Strogoff) je známý historicko-dobrodružný román francouzského spisovatele Julesa Verna z jeho cyklu Podivuhodné cesty (Les Voyages extraordinaires). Román je též někdy česky vydáván pod názvem Michail Strogov.
V jednom svazku s tímto románem současně vyšla historická novela Drama v Mexiku (Un drame au Mexique) z roku 1851.

## Obsah románu

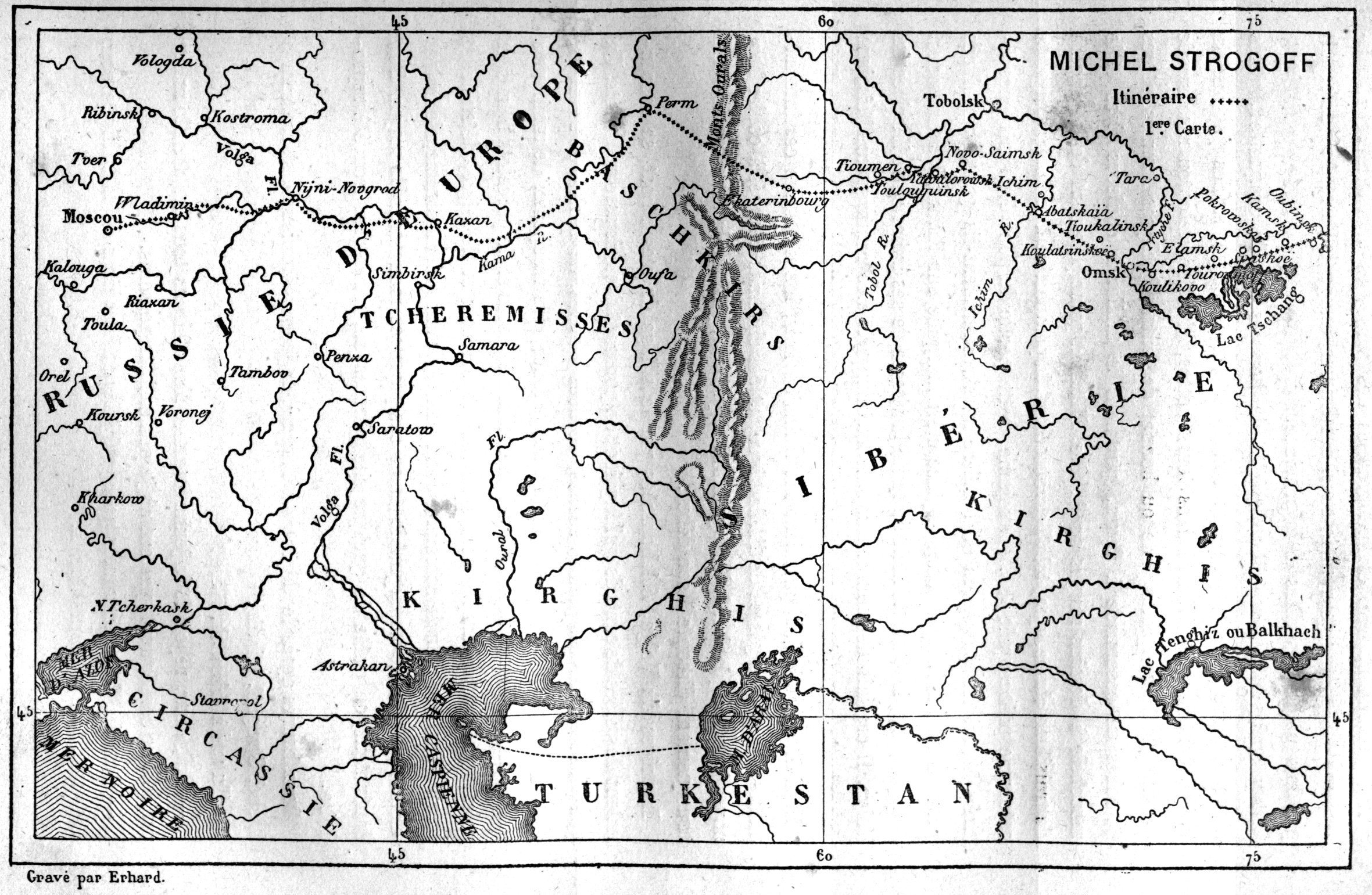
Mapa cesty Michala Strogova z původního francouzského vydání románu

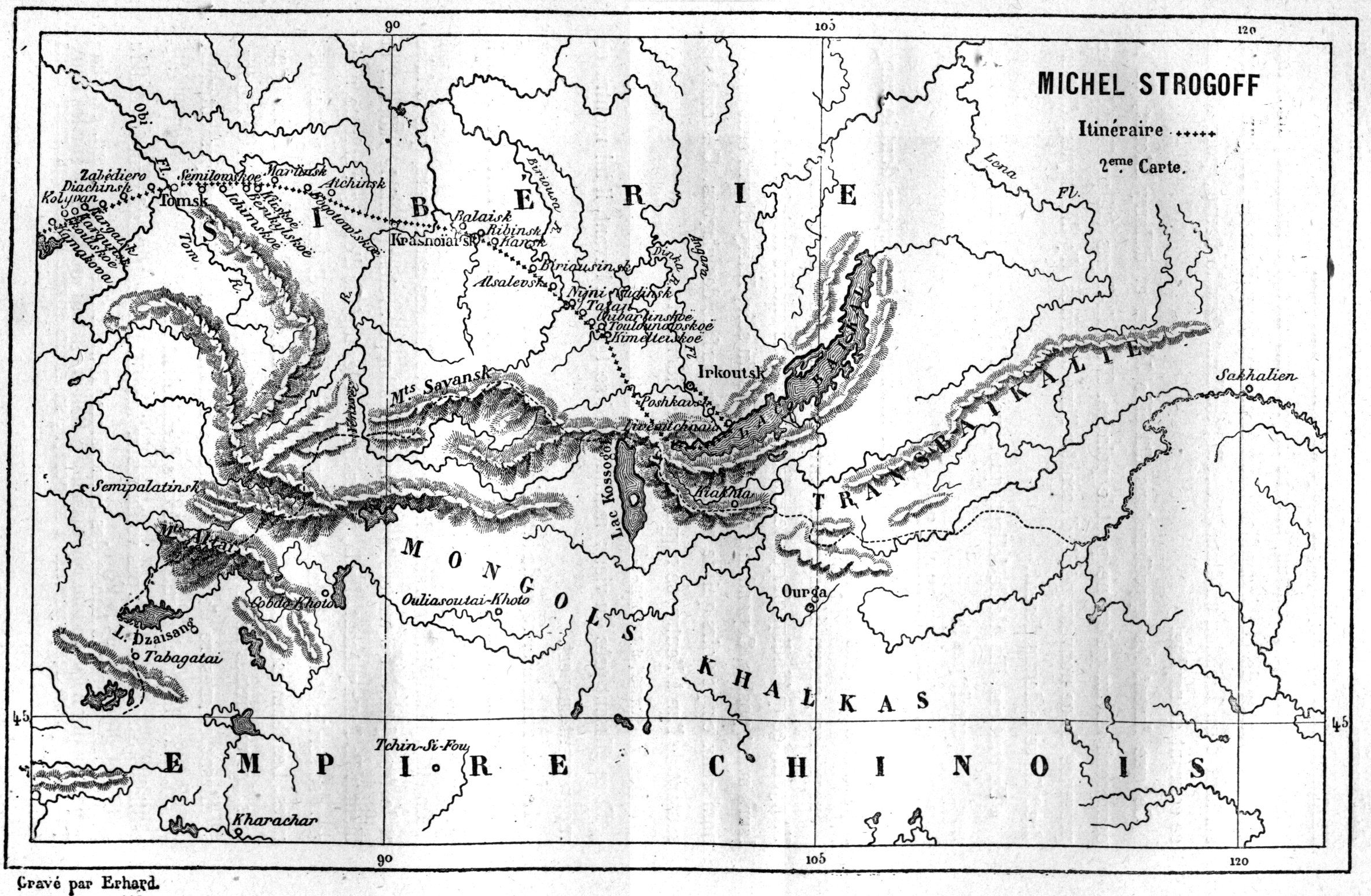
Mapa cesty Michala Strogova z původního francouzského vydání románu

Jeden z nejlepších autorových románů se odehrává v carském Rusku za fiktivního povstání Tatarů proti v knize nejmenovanému ruskému carovi (z historických souvislostí v knize vypsaných však vyplývá, že se příběh musel odehrát někdy kolem roku 1862 a že tedy muselo jít o cara Alexandra II.). Během tatarského nájezdu dojde k přerušení telegrafického spojení mezi evropskou částí Ruska a jeho asijskými guberniemi. Za této situace je nutno poslat velkoknížeti v Irkutsku, který je zároveň carovým bratrem, zprávu, že ho chce zavraždit zrádce Ivan Ogarev.
Tento úkol je svěřen kapitánovi carských kurýrů Michailu Strogovovi, udatnému muži, který nezapomněl na své prosté kořeny a který miluje svou vlast. Michailova poslání využívá Verne k detailnímu popisu Ruska, neboť Strogov cestuje vlakem, lodí, povozem a nakonec pěšky. Na své cestě se setká s dívkou Naďou, která rovněž putuje do Irkutska, neboť tam žije ve vyhnanství její otec.
Při cestě po Sibiři jsou však všichni zajati Tatary a Strogov se mezi dalšími zajatci setká také se svou matkou. Ivan Ogarev označí Strogova za špióna. Na rozkaz tatarského emíra je Strogov přes zoufalé prosby jeho matky oslepen rozžhavenou čepelí meče. Přesto se mu za pomoci Nadi, která ho miluje, podaří uprchnout a dostat se včas do už obleženého Irkutska. Zde Strogov odhaluje své tajemství. Není slepý, neboť jeho oči před žhavou čepelí ochránily slzy, které uronil, když viděl jak je jeho matka nešťastná z toho, že bude oslepen. V závěrečném souboji zabije Strogov Ivana Ogareva, čímž zachrání nejen velkoknížete před smrtí, ale také Irkutsk před obsazením Tatary. Román končí svatbou Strogova a Nadi.

## Ilustrace
Knihu Carův kurýr ilustroval Jules Férat.

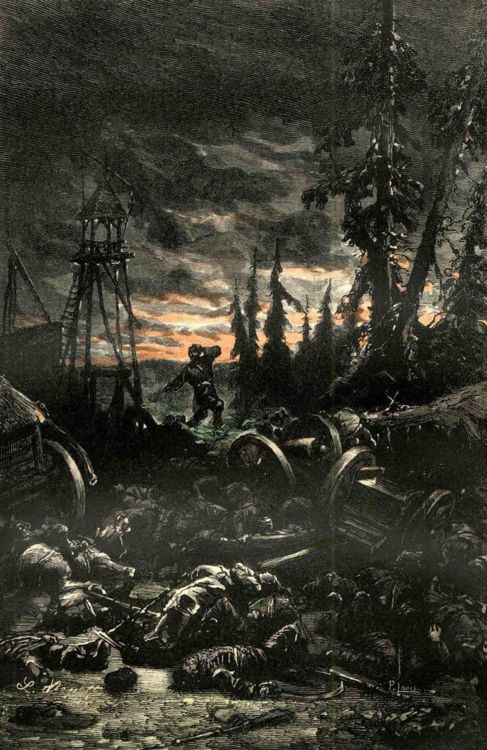
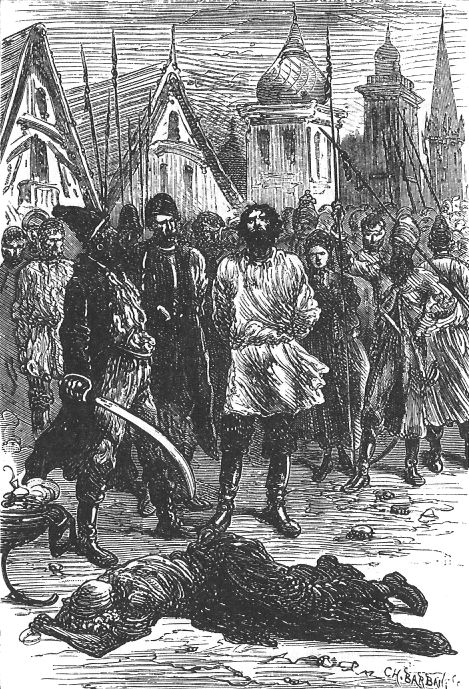
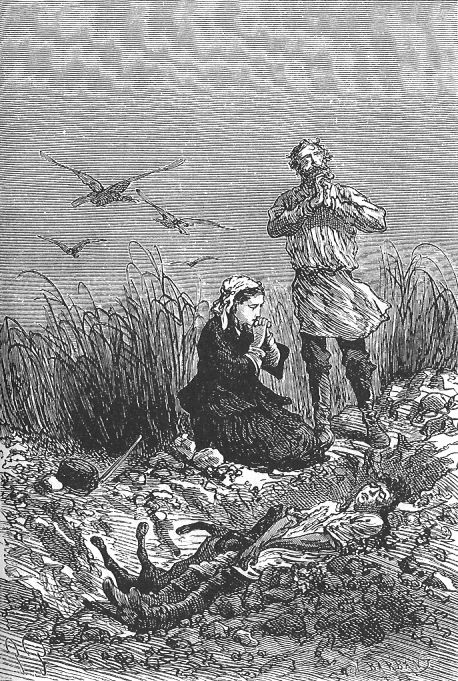
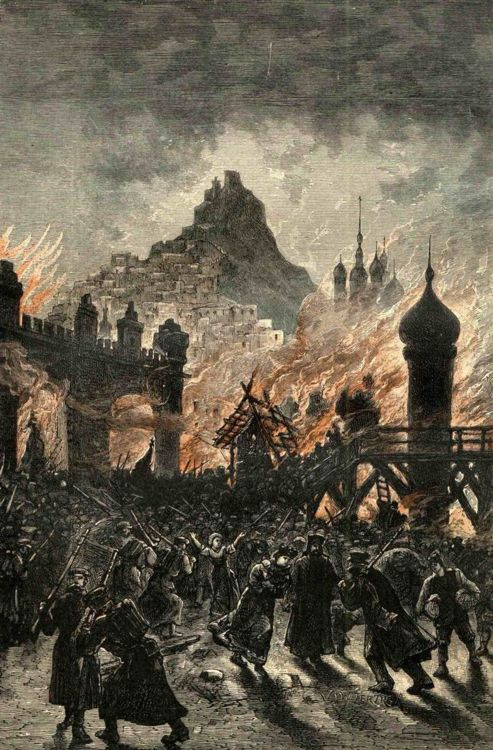
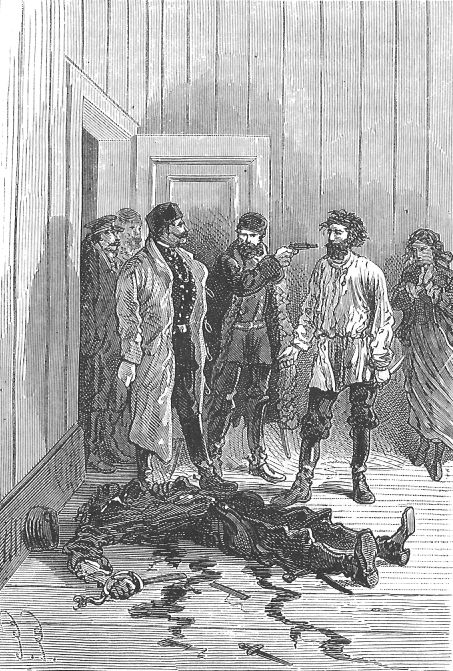

## Filmové adaptace
Román byl několikrát zfilmován:
- 1926, německý němý film ukrajinského režiséra Viktora Tourjanskyho,
- 1935, francouzský film režiséra Jacquese de Baroncelliho,
- 1956, francouzský film italského režiséra Carmineho Gallona,
- 1970, italský film režiséra Eripranda Viscontiho,
- 1997, francouzský animovaný seriál režiséra Bruna-Reného Hucheze.

## Česká vydání
- Carův kurýr, František Kytka, Praha 1877, dle J. Vernea vzdělal P. Š. T-ý (tj. Pavel J. Šulc), Dostupné online.
- Carův kurýr, Alois B. Laermann, Praha 1884,
- Carův kurýr, knihtiskárna Politiky, Praha 1892, dle J. Vernea sepsal Fr. Csepreghy, Dostupné online.
- Carův kurýr, Rudolf Štorch, Praha 1895, dle J. Vernea vypravuje František Hurt,
- Carův kurýr, Alois Hynek, Praha, nedatováno, Dostupné online.
- Michael Strogov, Bedřich Kočí, Praha 1910, přeložil Jaroslav Pšenička a Hugo Kosterka,
- Michal Strogov, Josef R. Vilímek, Praha 1911, přeložil Václav Patejdl, znovu 1923 a 1926.
- Carův kurýr, Albatros (Edice Karavana), Praha 1969, přeložila Jitka Křesálková,
- Michail Strogov, Návrat, Brno 1995, přeložil Václav Patejdl.
- Carův kurýr, Nakladatelství Josef Vybíral, Žalkovice 2015, přeložil Václav Patejdl a znovu 2024.
- Michail Strogov, Omega, Praha 2021, přeložil Václav Patejdl.